# Staurastrum pseudopelagicum
Staurastrum pseudopelagicum  là một loài Song tinh tảo trong họ Desmidiaceae, thuộc chi Staurastrum.